# 司馬珍之
司馬珍之（4世纪—417年），东晋宗室，梁王司馬㻱之孙，梁王司馬和之子。
太元十七年（392年）六月戊午，司馬和去世。其子司馬珍之袭封梁王。桓玄篡位，梁国国臣孔璞（孔朴）奉司馬珍之逃到寿阳，桓玄败，义熙初年归朝廷，武陵王司馬遵（司馬㻱之弟）下令以他为通直散骑郎。历任游击将军、左卫将军、太常卿。义熙六年（410年）五月乙丑，卢循之乱，司馬珍之屯守南掖门保卫京师建康。刘裕伐姚泓，司馬珍之为谘议参军。刘裕要削弱宗室，将他诬陷杀害。
| 前任： 司馬和 | 晋朝梁王 393年－417年 | 繼任： 国除 |